# Liste der Naturdenkmale in Kuhardt
Die Liste der Naturdenkmale in Kuhardt nennt die im Gemeindegebiet von Kuhardt ausgewiesenen Naturdenkmale (Stand 17. April 2013).

## Naturdenkmale
| Nr.         | Bezeichnung   | Lage             | Beschreibung                                          | Bild                                    |
| ----------- | ------------- | ---------------- | ----------------------------------------------------- | --------------------------------------- |
| ND-7334-180 | Rosskastanien | Hauptstraße Lage | Aesculus hippocastanum, acht Bäume, um 1890 gepflanzt | Direkt Bild zu diesem Denkmal hochladen |